# Дохоян Карен Агасійович
Карен Агасійович Дохоян (вірм. Դոխոյան Կարեն Աղասու; нар. 6 жовтня 1976, Єреван, Вірменська РСР) — вірменський футболіст, правий центральний захисник. Виступав за національну збірну Вірменії.

## Клубна кар'єра
Дорослу футбольну кар'єру розпочав 1992 року в столичному вірменському клубі «Малатії». Потім виступав за інші вірменські клуби «Оменмен-СКІФ», «Єреван» та «Аракс Арарат». У 2000 році виїхав до Росії, де протягом шести років грав за самарські «Крила Рад». У 2007 році повернувся на батьківщину, де завершив кар'єру гравця в єреванському «Пюніку».

## Кар'єра в збірній
У футболці національної збірної Вірменії дебютував 18 серпня 1999 року в товариському поєдинку проти Естонії. Найвідомішим голом Карена за національну збірну став м'яч у нічийному (1:1) поєдинку кваліфікації чемпіонату світу 2006 року проти Румунії. Загалом у футболці національної збірної Вірменії зіграв 48 матчів та відзначився 2-ма голами.

## Статистика виступів

### У збірній по роках
| національна збірна Вірменії | національна збірна Вірменії | національна збірна Вірменії |
| Рік                         | Матчі                       | Голи                        |
| --------------------------- | --------------------------- | --------------------------- |
| 2000                        | 7                           | 1                           |
| 2001                        | 7                           | 0                           |
| 2002                        | 2                           | 0                           |
| 2003                        | 5                           | 0                           |
| 2004                        | 5                           | 1                           |
| 2005                        | 7                           | 0                           |
| 2006                        | 4                           | 0                           |
| 2007                        | 7                           | 0                           |
| 2008                        | 3                           | 0                           |
| Загалом                     | 47                          | 2                           |

### Забиті м'ячі
| # | Дата              | Стадіон  | Суперник | Рахунок | Результат | Змагання                           |
| - | ----------------- | -------- | -------- | ------- | --------- | ---------------------------------- |
| 1 | 2 лютого 2000     | Кіпр     | Молдова  | 2-1     | Перемога  | Товариський матч                   |
| 2 | 17 листопада 2004 | Вірменія | Румунія  | 1-1     | Нічия     | кваліфікація чемпіонату світу 2006 |

## Досягнення
«Єреван»
- Прем'єр-ліга Вірменії
  -  Чемпіон (1): 1997

«Аракс Арарат»
- Прем'єр-ліга Вірменії
  -  Чемпіон (1): 1999
- Кубок Вірменії
  -  Володар (1): 1999

«Крила Рад» (Самара)
- Прем'єр-ліга Росії
  -  Бронзовий призер (1): 2004
- Кубок Росії
  -  Фіналіст (1): 2004

«Пюнік» (Єреван)
- Суперкубок Вірменії
  -  Володар (1): 2006
- Прем'єр-ліга Вірменії
  -  Чемпіон (2): 2007, 2008